# Caldonazzo
Caldonazzo is een gemeente in de Italiaanse provincie Trente (regio Trentino-Zuid-Tirol) en telt 2968 inwoners (31-12-2004). De oppervlakte bedraagt 21,5 km², de bevolkingsdichtheid is 138 inwoners per km². De gemeente ligt aan de oever van het Meer van Caldonazzo, een belangrijke toeristische trekpleister.
De volgende frazioni maken deel uit van de gemeente: Brenta, Lochere, Monterovere, Piatéle, Giàmai, Dossi, Bagiàni, Maso Stanchi, Maso Bernabè, Maso Gasperi, Maso alla Costa.

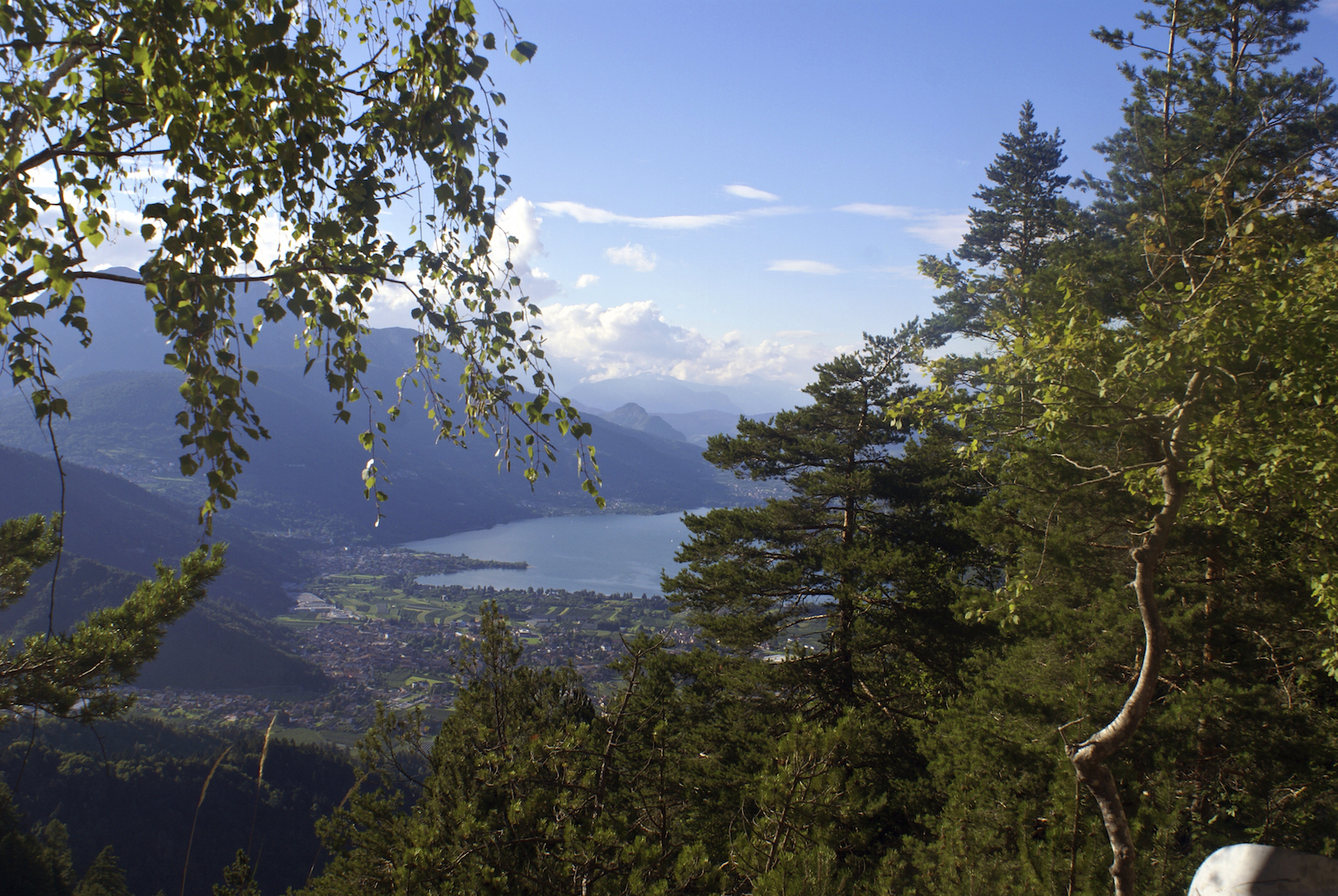
Blik op Caldonazzo vanaf de Kaiser Jagerstrasse

## Demografie
Caldonazzo telt ongeveer 1217 huishoudens. Het aantal inwoners steeg in de periode 1991-2001 met 12,8% volgens cijfers uit de tienjaarlijkse volkstellingen van ISTAT.
| Jaar | Inwoneraantal |
| ---- | ------------- |
| 1991 | 2452          |
| 2001 | 2766          |

## Geografie
De gemeente ligt op ongeveer 530 m boven zeeniveau.
In Caldonazzo begint op ongeveer 500 meter de Kaiser Jägerstraße, Strada provinciale SP 133.
Caldonazzo grenst aan de volgende gemeenten: Pergine Valsugana, Levico Terme, Tenna, Bosentino, Calceranica al Lago, Centa San Nicolò, Lavarone, Luserna, Folgaria.